# Sagittalata yuata
Sagittalata yuata är en insektsart som beskrevs av C.-k. Yang och Peng 1998. Sagittalata yuata ingår i släktet Sagittalata och familjen fångsländor. Inga underarter finns listade i Catalogue of Life.